# 단백질 소화율 교정 아미노산 점수
단백질 소화율 교정 아미노산 점수 (Protein Digestibility Corrected Amino Acid Score, PDCAAS)는 인간의 아미노산 필요와 소화하는 능력 모두에 기초하여 단백질의 품질을 평가하는 방법이다. PDCAAS 평가는 단백질의 품질을 결정하는 데에 "바람직한 '최선'의 방법"으로 1993년에 미국 식품의약국(FDA)과 유엔 식량 농업 기구(FAO)·세계 보건 기구(WHO)에 의해 채택되었다.

## 개요
국제 기준은 유엔 식량 농업 기구·WHO에 의해서 제시되어 왔다. 일본에서는 1973년 및 1985년에 제안된 것을 아미노산 스코어로 표기해 이용하고 있다. 이전에 제안된 것은 프로틴 스코어로 표기해 이용하고 있다.
1973년 제안에서는 실제로 인체의 아미노산 필요량에 근거한 것이 되었다. 취학 연령기 아동과 성인은 필수 아미노산의 요구량이 다름이 나타났음에도 관련되지 않고, 단일 필수 아미노산의 필요량의 패턴을 채용했다.
1985년 제안에서는 연령 그룹마다 다른 필수 아미노산의 필요량의 패턴을 제기했다. 그리고 유아기의 필요 패턴을 유아를 제외한 모든 연령에 대해서 적용하는 것이 타당하다고 하는 합의가 이루어졌다. 히스티딘은 체내에서 만들어지지만, 급속한 발육을 하는 유아의 식사에 빠뜨릴 수 없는 것에서, 1985년부터 이것도 필요한 아미노산으로서 더해지게 되어, 총 9종류의 아미노산이 필수 아미노산으로 불리고 있다. 1973년의 점수로는 대두가 86점, 1985년의 점수로는 대두가 100점이 되고 있는 것이 특징적이다.
1989년에 다시 검토 회의가 열려 1985년의 패턴으로 하는 것이 좋다는 재확인이 이루어졌다. 이 회의에서는 단백질을 섭취하기 위해서 동물성 식품을 섭취하는 것으로 인해 생활습관병이 증가하는 일도 서로 의논하게 되어 전통적인 음식의 편성에 대해서도 검토되었다. 단일 식품만의 PDCAAS만을 보면 음식은 조합해 먹는 것과 동떨어진 인상을 얻기 십상이다. 많은 나라에서의 전통적인 조합으로, 빠진 아미노산을 서로 보충해 양호한 단백질의 품질이 되는 것이 확인되고 있다. 예를 들어 아시아 지역에서의 쌀과 콩, 중근동에서의 밀과 콩, 미국에서의 옥수수와 콩이다.
2002년의 회의에서는 새로운 아미노산의 패턴이 나타나 이 회의의 내용은 2007년에 보고서로 작성되었다.

## 단백질의 PDCAAS 값
1의 PDCAAS 값이 가장 높고, 0이 가장 낮다. 표는 선택된 식품의 등급을 보여준다.
| 1.00 | 카세인               |
| 1.00 | 달걀 흰자위          |
| 1.00 | 대두 단백질          |
| 1.00 | 유청 (우유 단백질)   |
| 0.99 | 마이코프로틴         |
| 0.92 | 쇠고기               |
| 0.87 | 사차 인치 파우더     |
| 0.78 | 병아리콩             |
| 0.76 | 열매                 |
| 0.75 | 검정콩               |
| 0.73 | 채소                 |
| 0.70 | 다른 완두            |
| 0.64 | 옐로 스프리트 완두콩 |
| 0.59 | 곡물과 파생물        |
| 0.52 | 땅콩                 |
| 0.50 | 쌀                   |
| 0.42 | 밀가루               |
| 0.25 | 밀 글루텐 (식품)     |

## 같이 보기
- 영양학
- 단백질
- 아미노산
- 필수 아미노산

## 참고 도서
- 국제연합 식량 농업 기관 국제 식량 농업 협회 역·편집 '단백질의 품질 평가: FAO/WHO 합동 전문가 협의 보고' 국제 식량 농업 협회 1992년 국역원 Protein Quality Evaluation, Report of the Joint FAO/Who Expert Consultation, 1991 ISBN 978-9251030974
- '단백질·아미노산의 필요량 WHO/FAO/UNU 합동 전문 협의회 보고' 일본 아미노산 학회 감역, 의치약 출판, 2009년 5월. ISBN 978-4263705681국역원 Protein and amino acid requirements in human nutrition, Report of a Joint WHO/FAO/UNU Expert Consultation, 2007